# جورجيو لوكاتيللي
جورجيو لوكاتيللي (بالإيطالية: Giorgio Locatelli)‏ هو طاهي إيطالي، ولد في 6 أبريل 1963 في فيرجيات في إيطاليا.

## وصلات خارجية
- جورجيو لوكاتيللي على موقع IMDb (الإنجليزية)
- جورجيو لوكاتيللي على موقع قاعدة بيانات الفيلم (الإنجليزية)